# Aeroportul Carnarvon
Aeroportul Carnarvon (IATA: CVQ, ICAO: YCAR) este un aeroport din Australia de Vest, Australia ce deservește zona Carnarvon⁠(d). Aeroportul a fost tranzitat în 2022 de 24.840 de pasageri.
Situat la o altitudine de 5 m, aeroportul dispune de o singură pistă. Este operat de Shire of Carnarvon⁠(d).